# Primula recubariensis
Primula recubariensis är en viveväxtart som beskrevs av F. Prosser och S. Scortegagna. Primula recubariensis ingår i släktet vivor, och familjen viveväxter. Inga underarter finns listade i Catalogue of Life.